# Poézis – Mégis szép az élet
A Poézis – Mégis szép az élet, eredeti címén Si (Shi) (시, 詩; „vers”) 2010-ben bemutatott dél-koreai filmdráma. I Cshangdong (Lee Chang-dong) írta és rendezte, a főszerepben Jun Dzsonghi (Yun Jeong-hie) látható. Magyarországon a Mokép hozta forgalomba. A film költségvetése 1 300 000 000 dél-koreai von volt.

## Cselekmény
Midzsa (Mija) már öreg, egészségügyi gondja is vannak. Egy kis házban lakik a lánya gyerekével, alig férnek el. Az unokája egy mihaszna kölyök, egész nap a televíziót nézi, semmit nem csinál. Midzsa (Mija) alig tudja eltartani, ezért egy öregúrhoz jár dolgozni, aki nagyon beteg. Midzsa (Mija) életében nem sok öröm van, ezért beiratkozik egy költő szakkörre, ahol megismerkedik a költészet rejtelmeivel. Ez némi vigaszt nyújt a számára a sivár életben, az irodalmi művek megtöltik a szívét és kitöltik az életét. De az élet ettől nem áll meg, a sötét árnyak összegyűltek, és lecsapnak rá. Kiderül, hogy az unokája iskolájában egy lány öngyilkos lett, mert a folyamatos zaklatásokat már nem tudta kezelni. Midzsa (Mija) unokája is benne volt abban a fiúbandában, akik állandóan szekálták a lányt, ezért Midzsá (Mijá)t egy találkozóra hívják a fiúk szülei. Ők el akarják simítani a dolgokat, pénzt akarnak adni a halott lány szüleinek, de Midzsá (Mijá)nak nincs pénze, emiatt belemegy a beteg öregúr perverz játékaiba.

## Szereplők
- Jun Dzsonghi (Yun Jeong-hie) – Midzsa (Mija)
- Kim Hira (Kim Hee-ra) – Kang öregúr
- I Daüt (Lee Da-wit) – Csonguk (Jongwook)
- Pak Mjongsin (Park Myung-shin) – Hidzsin (Heejin) anyja
- An Neszang (Ahn Nae-sang) – Kibom (Kibum) apja